# Selbstverwaltungswahlen in Polen 2018
Die Selbstverwaltungswahlen in Polen 2018 fanden in zwei Wahlgängen statt. Der Erste wurde am 21. Oktober abgehalten und eventuelle Stichwahlen für das Bürgermeisteramt zwei Wochen später (4. November). Die Wahlberechtigten entschieden über die Zusammensetzung von Sejmiks, Kreistagen, Gemeinderäten sowie Warschauer Stadtteilräten und wählten Gemeindevorsteher, Bürgermeister oder Stadtpräsidenten. 
Die Staatliche Wahlkommission (polnisch Państwowa Komisja Wyborcza – PKW) stellte dem Ministerpräsidenten drei Wahltermine für den ersten Wahlgang (21. Oktober, 28. Oktober und 4. November 2018) zur Auswahl. Die Entscheidung war im Zeitraum vom 16. Juli bis zum 16. August 2018 zu treffen. Die entsprechende Verordnung vom 13. August 2018 wurde am darauffolgenden Tag im Gesetzblatt veröffentlicht.

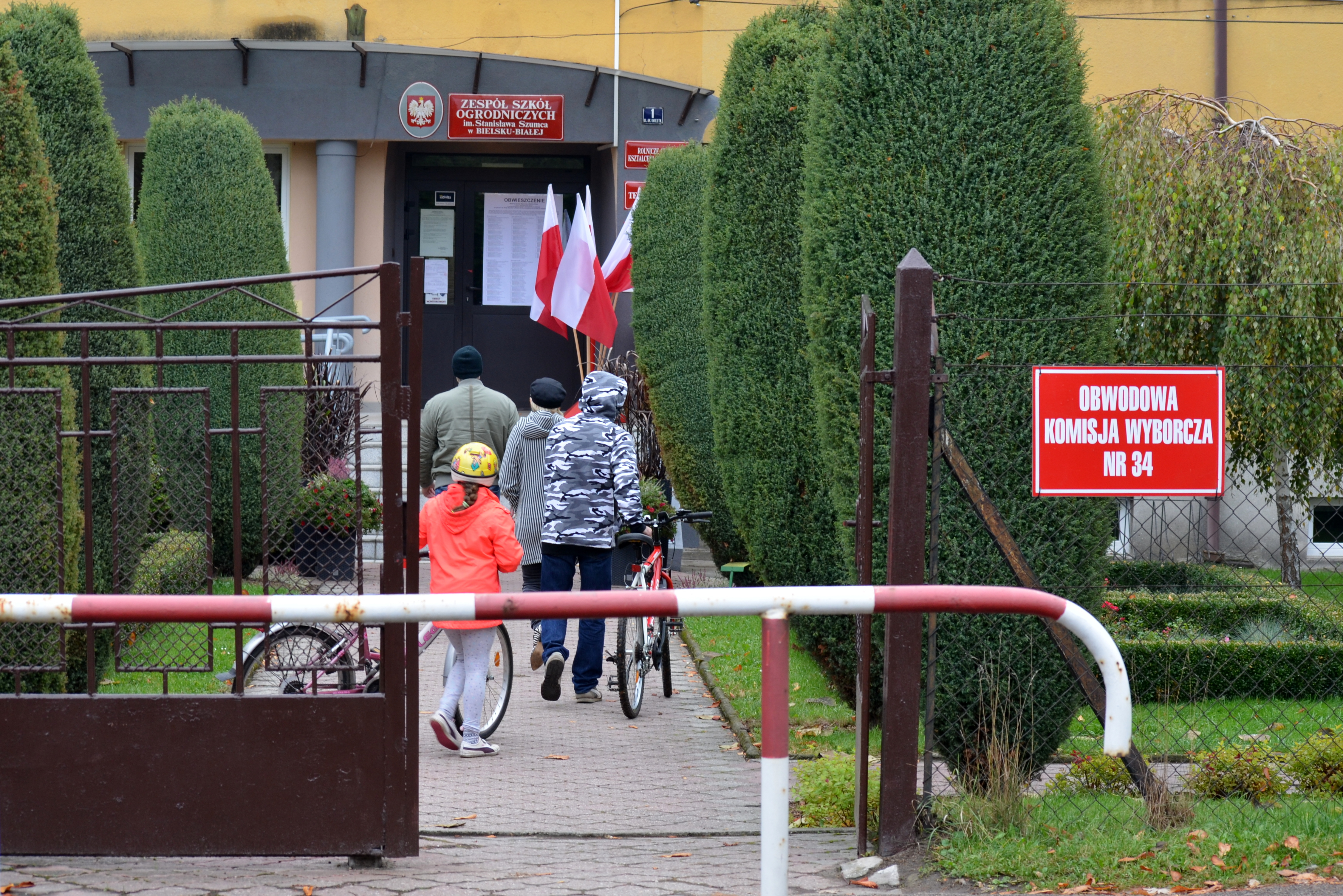
Eingang zum Wahllokal in Bielsko-Biała am 21. Oktober 2018

## Änderungsbestreben
Die Regierungspartei Recht und Gerechtigkeit forcierte unter der Führung von Jacek Sasin das Vorhaben, das Stadtgebiet von Warschau um 32 umliegende Gemeinden zu vergrößern. Da die PiS-Partei bei der Parlamentswahl 2015 in 30 Gemeinden davon stärkste Partei wurde, warfen ihr Kritiker wahltaktische Motivation vor. Bei Plebisziten in Legionowo und Nieporęt entschieden sich die Wähler mit großer Mehrheit gegen einen Anschluss (94,27 % sowie 96,09 % dagegen). Die nötige Wahlbeteiligung (Quorum) in Höhe von 30 % wurde in beiden Fällen erreicht, sodass die Ergebnisse gültig sind. Am 15. Mai 2017 verkündigte Sasin, dass die Reform vor den Selbstverwaltungswahlen 2018 nicht in Kraft treten werde.
Ein weiterer Vorschlag der PiS war die Amtszeit von Stadtpräsidenten, Bürgermeister und Wójts auf maximal zwei Amtsperioden zu begrenzen. Dabei sollte die Regelung bereits rückwirkend gelten, was von Rechtsexperten und Oppositionspolitikern kritisch aufgefasst wurde. Der Parteivorsitzende Jarosław Kaczyński schloss am 15. Mai 2017 ein Inkrafttreten des Projektes zur Wahl im Jahr 2018 aus. Grund dafür seien Bedenken von Präsident Andrzej Duda sowie eine eventuelle Niederlage vor dem Verfassungsgerichtshof.
Darüber hinaus erwog Duda die Selbstverwaltungswahlen zusammen mit einem Referendum über Verfassungsänderungen abzuhalten. Ungeachtet dessen wurde die Abstimmungs-Initiative vom Senat mehrheitlich abgelehnt.

## Novellierung des Wahlgesetzes
Am 14. Dezember 2017 hat der Sejm mit den Stimmen der Regierungspartei PiS eine Änderung des Wahlgesetzes angenommen. Danach werden die Amts- und Legislaturperioden von vier auf fünf Jahre verlängert. Zusätzlich wurde die Amtszeit von Gemeindevorstehern, Bürgermeistern und Stadtpräsidenten auf zwei Amtsperioden begrenzt, wobei entgegen früheren Plänen keine Rückwirkung vorliegt. Alle Wahlvorschläge werden auf einem großen Papierbogen aufgeführt. Damit wurde der Kritik an der Heftform, der die Privilegierung von erstplatzierten Wahlkomitees und die hohe Anzahl an ungültigen Stimmen bei den Selbstverwaltungswahlen im Jahr 2014 zugerechnet wird, Rechnung getragen. Im Zuge des Gesetzgebungsverfahrens kam es zu mehreren Abänderungen. Die Mehrheitswahl in den Gemeinden sollte ursprünglich ausnahmslos durch eine Verhältniswahl ersetzt werden, wird nun aber erst Gemeinden mit mehr als 20.000 Einwohnern betreffen. Die Briefwahl wurde abgeschafft, was insbesondere bei behinderten Menschen Kritik hervorrief. Obwohl die angenommene Fassung weniger kontrovers ist, als ihre ursprüngliche Version, kritisierte der Vorsitzende der Staatlichen Wahlkommission Wojciech Hermeliński die Novellierung unter anderem wegen ausgeweiteter Befugnisse des Innenministers. Der Senat änderte das Gesetz dahingehend, dass ausschließlich behinderte Menschen die Briefwahl in Anspruch nehmen können. Am 16. Januar 2018 wurde es vom Staatspräsidenten unterzeichnet.

## Listenreihenfolge auf dem Stimmzettel
Am 26. September wurde von der Staatlichen Wahlkommission die Reihenfolge der Wahllisten landesweit teilnehmender Wahlkomitees gelost. Um als solches zu gelten, muss ein Wahlkomitee seine Kandidatenlisten in mindestens der Hälfte der Wahlkreise registriert haben und zu allen Sejmik-Wahlen antreten. Zehn erfüllten diese Voraussetzungen. Sieben Wahlkomitees wurden von Parteien gegründet, fünf von jeweils einer (KW) und zwei von Parteienbündnissen (KKW). Die restlichen drei sind formell parteilos (KWW).
1. KWW Bezpartyjni Samorządowcy (Parteilose Selbstverwalter), kurz: BS
2. KW Polskie Stronnictwo Ludowe (Polnische Volkspartei), kurz: PSL
3. KW Partia Zieloni (Die Grünen), kurz: Zieloni
4. KKW Platforma.Nowoczesna Koalicja Obywatelska (Bürgerkoalition aus Bürgerplattform und Die Moderne), kurz: KO
5. KKW SLD Lewica Razem (SLD Linke zusammen), kurz: SLD LR
6. KW Partii Razem (Gemeinsam), kurz: Razem
7. KW Ruch Narodowy RP (Nationale Bewegung RP), kurz: RN
8. KWW Kukiz’15, kurz: K’15
9. KWW Wolność w Samorządzie (Freiheit in der Selbstverwaltung), kurz: Wolność
10. KW Prawo i Sprawiedliwość (Recht und Gerechtigkeit), kurz: PiS

## Wahlanalyse
Neben klassischen Versprechen, wie die Erneuerung von Straßen und Schulen, war auch der Kampf gegen Smog parteiübergreifend präsent. Von den Oppositionsparteien im Sejm wurde die Stärkung der Selbstverwaltung durch Dezentralisierung postuliert. Das aus Bürgerplattform, Nowoczesna und der Initiative Polen um Barbara Nowacka geformte Bündnis unter dem Namen Bürgerkoalition (KO) schlug hierfür die Abschaffung des Woiwoden vor, der die Zentralregierung auf der Woiwodschaftsebene repräsentiert. Weiterhin wurde schnelles Internet in allen Gemeinden (PiS) oder die Finanzierung von In-vitro-Fertilisation (SLD) im Wahlkampf thematisiert. Es ließ sich eine starke Fokussierung auf die Stadtpräsidentenwahl in Warschau beobachten, bei der sich Rafał Trzaskowski und Patryk Jaki duellierten. 
Die PiS kann trotz ihrer Niederlagen in den Großstädten dem Politikwissenschaftler Adam Jarosz zufolge als Wahlsiegerin angesehen werden. Die Sejmik-Wahlen gaben ihr die absolute Mehrheit in sechs (fünf mehr als 2014) von 16 Woiwodschaftstagen, der Bürgerkoalition nur in einem. Sie konnte sich um 7,24 Prozentpunkte verbessern, blieb allerdings hinter den Erwartungen zurück. Überraschend waren die Erfolge in den liberalen Woiwodschaften Niederschlesien und Schlesien. Auch wenn die Polnische Volkspartei (PSL) im Vergleich zum außergewöhnlich guten Ergebnis bei der vorherigen Wahl herbe Verluste erlitt, konnte sie ihre starke Position in der Selbstverwaltung aufrechterhalten. Erneut bestätigte sich der schwindende Wählerzuspruch für die SLD. Kukiz’15 hat es als Neuling nicht geschafft, Mandate zu erringen und sich nach dem Einzug ins polnische Parlament auch lokal zu verwurzeln. Durch das starke Ergebnis in Niederschlesien kam den Parteilosen Selbstverwaltern (BS) dort die Rolle des Königsmachers zu. Auch in den Kreistagen und Gemeinderäten machte Kaczyńskis PiS unter den Parteien das Rennen. Im ländlichen Raum ist die Bürgerkoalition „sehr schwach aufgestellt“. Punkten konnte sie bei den Stadtpräsidentenwahlen, entweder mit eigenen, oder mit ihr assoziierten, aber im Rahmen eines Wählerwahlkomitees formell parteilosen Kandidaten. So etwa im Falle von Hanna Zdanowska in Łódź.
Die Wahl an sich verlief ohne größere Probleme.
Nach den Wahlen gelang es den Nationalkonservativen durch eine Koalition aus PiS und BS in die Exekutivorgane der Woiwodschaft Niederschlesien einzuziehen. Dem kleinen Koalitionspartner konnten Vorhaben versprochen werden, die nur im Kompetenzbereich der Zentralregierung liegen: Beispielsweise die Senkung einer Steuer, welche auf den Kupferbergbau erhoben wird sowie Investitionen in Straßen und Schiene. Woiwodschaftsmarschall bleibt weiterhin Cezary Przybylski (BS). In Schlesien erzielte das Anti-PiS-Lager eine hauchdünne Mehrheit von einem Abgeordneten im Woiwodschaftstag, die es im Nachhinein durch den Seitenwechsel von Wojciech Kałuża verlor. Folglich sind die Exekutivorgane in acht Woiwodschaften im Einflussbereich der PiS und die anderen acht in dem der Regierungsgegner.

## Wahlergebnisse

### Wahlbeteiligung
1. Wahlgang, Wahlbeteiligung:
- 12:00 – 15,62 %[22]
- 17:00 – 41,65 %[23]
- Schluss – 54,96 %[24]

2. Wahlgang, Wahlbeteiligung:
- 12:00 – 15,61 %[25]
- 17:00 – 38,73 %[26]
- Schluss – 48,83 %[27]

Die Wahlbeteiligung erreichte im ersten Wahlgang einen Rekordwert in Höhe von 54,96 %. In der Woiwodschaft Masowien war sie mit 61,02 % am größten, wohingegen die Woiwodschaft Opole am schlechtesten abschnitt (48,72 %).

### Sejmik-Wahlen (Woiwodschaftstage)

Verteilung der Sitze in den Woiwodschaftstagen
Koalitionen in den Sejmiks

#### Ergebnisse in Prozent
Quelle: Państwowa Komisja Wyborcza
| Sejmik           | PiS             | KO    | PSL   | SLD LR | K’15 | BS    | Razem | Wolność | RN   | Zieloni | Lokale Wahlkomitees | Sonstige |      |
| ---------------- | --------------- | ----- | ----- | ------ | ---- | ----- | ----- | ------- | ---- | ------- | ------------------- | -------- | ---- |
| Sejmik           | Niederschlesien | 28,53 | 25,77 | 5,23   | 5,50 | 4,78  | 14,98 | 1,61    | 1,38 | 1,32    | 1,76                | 8,291    | 0,86 |
| Kujawien-Pommern | 28,27           | 34,66 | 14,31 | 9,00   | 5,70 | 0,64  | 1,77  | 1,98    | 0,54 | 1,19    | —                   | 1,94     |      |
| Lublin           | 44,04           | 18,19 | 19,30 | 5,89   | 6,64 | 0,42  | 0,93  | 1,62    | 1,32 | 0,14    | —                   | 1,51     |      |
| Lebus            | 25,11           | 29,92 | 12,43 | 9,59   | 3,22 | 13,17 | 1,72  | 0,55    | 1,67 | 2,62    | —                   | —        |      |
| Łódź             | 34,88           | 28,39 | 13,06 | 6,32   | 5,86 | 3,90  | 1,72  | 1,38    | 1,17 | 1,34    | —                   | 1,98     |      |
| Kleinpolen       | 43,55           | 22,66 | 10,03 | 2,87   | 5,76 | 3,89  | 1,44  | 1,80    | 0,86 | 1,02    | —                   | 6,14     |      |
| Masowien         | 34,04           | 27,66 | 13,15 | 5,46   | 5,44 | 6,24  | 1,70  | 1,51    | 1,24 | 1,38    | —                   | 2,16     |      |
| Oppeln           | 25,77           | 29,45 | 10,72 | 5,94   | 6,06 | 0,78  | 1,51  | 1,54    | 0,95 | 0,45    | 14,642              | 2,19     |      |
| Karpatenvorland  | 52,25           | 13,44 | 11,88 | 5,85   | 6,62 | 3,39  | 1,08  | 1,77    | 1,92 | 0,63    | —                   | 1,16     |      |
| Podlachien       | 41,64           | 24,14 | 15,66 | 4,78   | 5,90 | 1,20  | 1,24  | 1,04    | 1,36 | 0,44    | —                   | 2,60     |      |
| Pommern          | 27,84           | 40,70 | 8,33  | 6,59   | 5,20 | 3,03  | 2,21  | 2,83    | 1,64 | 1,59    | —                   | —        |      |
| Schlesien        | 32,11           | 28,83 | 5,15  | 8,31   | 6,58 | 4,96  | 1,46  | 1,43    | 1,16 | 1,39    | —                   | 8,62     |      |
| Heiligkreuz      | 38,40           | 11,79 | 25,52 | 6,16   | 4,90 | 2,78  | 0,77  | 1,84    | 1,16 | 0,43    | 5,263               | 0,98     |      |
| Ermland-Masuren  | 28,15           | 30,40 | 19,64 | 8,16   | 6,29 | 0,79  | 2,31  | 0,48    | 2,65 | 0,45    | —                   | 0,70     |      |
| Großpolen        | 27,84           | 29,66 | 14,52 | 9,31   | 5,23 | 6,08  | 1,78  | 1,53    | 1,26 | 1,56    | —                   | 1,23     |      |
| Westpommern      | 26,80           | 32,04 | 9,68  | 9,08   | 4,21 | 13,70 | 1,53  | 1,94    | 0,73 | 0,30    | —                   | —        |      |
| Polen            | 34,13           | 26,97 | 12,07 | 6,62   | 5,63 | 5,28  | 1,57  | 1,59    | 1,26 | 1,15    | 1,13                | 2,60     |      |

Erläuterung:
1KWW Z Dutkiewiczem dla Dolnego Śląska (Rafał Dutkiewicz),
2KWW Deutsche Minderheit,
3KWW Projekt Świętokrzyskie Bogdana Wenty.

#### Mandatsverteilung
Quelle: Państwowa Komisja Wyborcza
| Sejmik           | PiS             | KO  | PSL | SLD LR | BS | MN | ZDdDŚ | PŚ BW | Insgesamt |   |    |
| ---------------- | --------------- | --- | --- | ------ | -- | -- | ----- | ----- | --------- | - | -- |
| Sejmik           | Niederschlesien | 14  | 13  | 1      | —  | 6  | —     | 2     | Insgesamt | — | 36 |
| Kujawien-Pommern | 11              | 14  | 4   | 1      | —  | —  | —     | —     | 30        |   |    |
| Lublin           | 18              | 7   | 7   | 1      | —  | —  | —     | —     | 33        |   |    |
| Lebus            | 9               | 11  | 4   | 2      | 4  | —  | —     | —     | 30        |   |    |
| Łódź             | 17              | 12  | 4   | —      | —  | —  | —     | —     | 33        |   |    |
| Kleinpolen       | 24              | 11  | 4   | —      | —  | —  | —     | —     | 39        |   |    |
| Masowien         | 24              | 18  | 8   | —      | 1  | —  | —     | —     | 51        |   |    |
| Oppeln           | 10              | 13  | 2   | —      | —  | 5  | —     | —     | 30        |   |    |
| Karpatenvorland  | 25              | 5   | 3   | —      | —  | —  | —     | —     | 33        |   |    |
| Podlachien       | 16              | 9   | 5   | —      | —  | —  | —     | —     | 30        |   |    |
| Pommern          | 13              | 18  | 2   | —      | —  | —  | —     | —     | 33        |   |    |
| Schlesien        | 22              | 20  | 1   | 2      | —  | —  | —     | —     | 45        |   |    |
| Heiligkreuz      | 16              | 3   | 9   | 1      | —  | —  | —     | 1     | 30        |   |    |
| Ermland-Masuren  | 11              | 12  | 7   | —      | —  | —  | —     | —     | 30        |   |    |
| Großpolen        | 13              | 15  | 7   | 3      | 1  | —  | —     | —     | 39        |   |    |
| Westpommern      | 11              | 13  | 2   | 1      | 3  | —  | —     | —     | 30        |   |    |
| Polen            | 254             | 194 | 70  | 11     | 15 | 5  | 2     | 1     | 552       |   |    |

|                                   | absolut    | prozentual |
| --------------------------------- | ---------- | ---------- |
| Abgegeben                         | 16.545.490 | 100,00     |
| Gültige Stimmen                   | 15.433.536 | 93,28      |
| Ungültige Stimmen                 | 1.111.954  | 6,72       |
| Wahlbeteiligung                   | 16.545.490 | 54,84      |
| Wahlberechtigte                   | 30.170.012 | 100,00     |
| Quelle: Staatliche Wahlkommission |            |            |

### Powiat-Wahlen (Kreistage)
| Partei   | % der Stimmen | Mandate |
| -------- | ------------- | ------- |
| PiS      | 30,46         | 2.114   |
| PSL      | 14,22         | 952     |
| KO       | 12,29         | 726     |
| SLD LR   | 2,77          | 105     |
| BS       | 0,86          | 36      |
| K’15     | 1,42          | 19      |
| Sonstige | 37,98         | 2.2921  |

Erläuterung:
1Davon 45 Mandate für die Deutsche Minderheit.
|                                   | absolut    | prozentual |
| --------------------------------- | ---------- | ---------- |
| Abgegeben                         | 11.184.814 | 100,00     |
| Gültige Stimmen                   | 10.584.901 | 94,64      |
| Ungültige Stimmen                 | 599.913    | 5,36       |
| Wahlbeteiligung                   | 11.184.814 | 54,64      |
| Wahlberechtigte                   | 20.471.882 | 100,00     |
| Quelle: Staatliche Wahlkommission |            |            |

### Gmina-Wahlen (Gemeinderäte)
| Partei   | Gemeinden über 20 Tsd. Einwohner | Gemeinden über 20 Tsd. Einwohner | Gemeinden unter 20 Tsd. Einwohner | Gemeinden unter 20 Tsd. Einwohner |
| Partei   | % der Stimmen                    | Mandate                          | % der Stimmen                     | Mandate                           |
| -------- | -------------------------------- | -------------------------------- | --------------------------------- | --------------------------------- |
| PiS      | 25,20                            | 1.877                            | 15,72                             | 3.931                             |
| KO       | 19,41                            | 932                              | 0,80                              | 166                               |
| PSL      | 1,19                             | 123                              | 8,52                              | 3.077                             |
| SLD LR   | 3,70                             | 107                              | 0,82                              | 200                               |
| BS       | 0,80                             | 22                               | 0,13                              | 31                                |
| K’15     | 2,37                             | 18                               | 0,48                              | 75                                |
| Wolność  | 0,18                             | 0                                | 0,02                              | 3                                 |
| RN       | 0,01                             | 0                                | 0,02                              | 1                                 |
| Zieloni  | 0,08                             | 0                                | 0,00                              | 0                                 |
| Sonstige | 47,06                            | 4.2721                           | 73,49                             | 24.6581                           |

Erläuterung:
1Davon 207 Mandate für die Deutsche Minderheit.
|                                   | Gemeinden über 20 Tsd. Einwohner  | Gemeinden über 20 Tsd. Einwohner  | Gemeinden unter 20 Tsd. Einwohner | Gemeinden unter 20 Tsd. Einwohner |                                   |
| absolut                           | prozentual                        | absolut                           | prozentual                        |                                   |                                   |
| --------------------------------- | --------------------------------- | --------------------------------- | --------------------------------- | --------------------------------- | --------------------------------- |
| Abgegeben                         | 9.094.208                         | 100,00                            | 6.946.995                         | 100,00                            |                                   |
| Gültige Stimmen                   | 8.831.586                         | 97,11                             | 6.785.671                         | 97,68                             |                                   |
| Ungültige Stimmen                 | 262.622                           | 2,89                              | 161.324                           | 2,32                              |                                   |
| Wahlbeteiligung                   | 9.094.208                         | 54,77                             | 6.946.995                         | 55,62                             |                                   |
| Wahlberechtigte                   | 16.604.387                        | 100,00                            | 12.491.082                        | 100,00                            |                                   |
| Quelle: Staatliche Wahlkommission | Quelle: Staatliche Wahlkommission | Quelle: Staatliche Wahlkommission | Quelle: Staatliche Wahlkommission | Quelle: Staatliche Wahlkommission | Quelle: Staatliche Wahlkommission |

### Stadtpräsidenten (Auswahl)
Alle Kandidaten, die im Rahmen eines Wählerwahlkomitees (KWW) angetreten sind, werden nachfolgend als parteilos aufgeführt. Bei landesweiten Wählerwahlkomitees steht die Abkürzung in Klammern.
| Warschau                          | Warschau                          | Warschau                          | Warschau                          | Krakau                            | Krakau                            | Krakau                            | Krakau                            | Krakau                            | Krakau                            |
| Kandidat                          | Partei                            | 1. Wahlgang                       | 1. Wahlgang                       | Kandidat                          | Partei                            | 1. Wahlgang                       | 1. Wahlgang                       | 2. Wahlgang                       | 2. Wahlgang                       |
| Kandidat                          | Partei                            | Stimmen                           | %                                 | Kandidat                          | Partei                            | Stimmen                           | %                                 | Stimmen                           | %                                 |
| --------------------------------- | --------------------------------- | --------------------------------- | --------------------------------- | --------------------------------- | --------------------------------- | --------------------------------- | --------------------------------- | --------------------------------- | --------------------------------- |
| Rafał Trzaskowski                 | KO                                | 505.187                           | 56,67                             | Jacek Majchrowski                 | parteilos (SLD)                   | 154.830                           | 45,84                             | 197.019                           | 61,94                             |
| Patryk Jaki                       | PiS                               | 254.324                           | 28,53                             | Małgorzata Wassermann             | PiS                               | 107.696                           | 31,88                             | 121.083                           | 38,06                             |
| Jan Śpiewak                       | parteilos                         | 26.689                            | 2,99                              | Łukasz Gibała                     | parteilos                         | 57.901                            | 17,14                             |                                   |                                   |
| Marek Jakubiak                    | parteilos (K’15)                  | 26.660                            | 2,99                              | Konrad Berkowicz                  | parteilos (KORWiN)                | 8.458                             | 2,50                              |                                   |                                   |
| Justyna Glusman                   | parteilos                         | 20.643                            | 2,32                              | Daria Gosek-Popiołek              | parteilos                         | 4.659                             | 1,38                              |                                   |                                   |
| Andrzej Rozenek                   | SLD LR                            | 13.370                            | 1,50                              | Jolanta Gajęcka                   | parteilos (K’15)                  | 4.237                             | 1,25                              |                                   |                                   |
| Janusz Korwin-Mikke               | parteilos (Wolność)               | 11.516                            | 1,29                              |                                   |                                   |                                   |                                   |                                   |                                   |
| Jacek Wojciechowicz               | parteilos                         | 9.002                             | 1,01                              |                                   |                                   |                                   |                                   |                                   |                                   |
| Piotr Ikonowicz                   | parteilos                         | 7.271                             | 0,82                              |                                   |                                   |                                   |                                   |                                   |                                   |
| Sławomir Antonik                  | parteilos (BS)                    | 6.457                             | 0,72                              |                                   |                                   |                                   |                                   |                                   |                                   |
| Paweł Tanajno                     | parteilos                         | 3.745                             | 0,42                              |                                   |                                   |                                   |                                   |                                   |                                   |
| Jakub Stefaniak                   | PSL                               | 2.793                             | 0,31                              |                                   |                                   |                                   |                                   |                                   |                                   |
| Jan Zbigniew Potocki              | II RP                             | 2.117                             | 0,24                              |                                   |                                   |                                   |                                   |                                   |                                   |
| Krystyna Krzekotowska             | ŚKP                               | 1.604                             | 0,18                              |                                   |                                   |                                   |                                   |                                   |                                   |
| Quelle: Staatliche Wahlkommission | Quelle: Staatliche Wahlkommission | Quelle: Staatliche Wahlkommission | Quelle: Staatliche Wahlkommission | Quelle: Staatliche Wahlkommission | Quelle: Staatliche Wahlkommission | Quelle: Staatliche Wahlkommission | Quelle: Staatliche Wahlkommission | Quelle: Staatliche Wahlkommission | Quelle: Staatliche Wahlkommission |

| Łódź                                 | Łódź                              | Łódź                              | Łódź                              | Breslau                           | Breslau                           | Breslau                           | Breslau                           | Breslau                           | Breslau                           |
| Kandidat                             | Partei                            | 1. Wahlgang                       | 1. Wahlgang                       | Kandidat                          | Partei                            | 1. Wahlgang                       | 1. Wahlgang                       |                                   |                                   |
| Kandidat                             | Partei                            | Stimmen                           | %                                 | Kandidat                          | Partei                            | Stimmen                           | %                                 |                                   |                                   |
| ------------------------------------ | --------------------------------- | --------------------------------- | --------------------------------- | --------------------------------- | --------------------------------- | --------------------------------- | --------------------------------- | --------------------------------- | --------------------------------- |
| Hanna Zdanowska                      | PO                                | 215.323                           | 70,22                             | Jacek Sutryk                      | KO                                | 129.669                           | 50,20                             |                                   |                                   |
| Waldemar Buda                        | PiS                               | 72.509                            | 23,65                             | Mirosława Stachowiak-Różecka      | PiS                               | 71.049                            | 27,50                             |                                   |                                   |
| Rafał Witold Górski                  | parteilos (K’15)                  | 6.019                             | 1,96                              | Katarzyna Obara-Kowalska          | BW                                | 19.063                            | 7,38                              |                                   |                                   |
| Agnieszka Wojciechowska van Heukelom | parteilos                         | 4.039                             | 1,32                              | Jerzy Michalak                    | parteilos                         | 17.890                            | 6,93                              |                                   |                                   |
| Urszula Niziołek-Janiak              | parteilos                         | 3.398                             | 1,11                              | Zbigniew Antoni Jarząbek          | parteilos (K’15)                  | 6.250                             | 2,42                              |                                   |                                   |
| Krzysztof Lipczyk                    | parteilos                         | 2.866                             | 0,93                              | Marta Lempart                     | parteilos (Wiosna)                | 6.046                             | 2,34                              |                                   |                                   |
| Piotr Misztal                        | parteilos                         | 1.449                             | 0,47                              | Małgorzata Tracz                  | Zieloni                           | 3.487                             | 1,35                              |                                   |                                   |
| Zbigniew Maurer                      | parteilos                         | 713                               | 0,23                              | Robert Jarosław Bogusławski       | parteilos                         | 2.359                             | 0,91                              |                                   |                                   |
| Janusz Rutkowski                     | parteilos                         | 332                               | 0,11                              | Artur Zborowski                   | JS                                | 1.593                             | 0,62                              |                                   |                                   |
| Quelle: Staatliche Wahlkommission    | Quelle: Staatliche Wahlkommission | Quelle: Staatliche Wahlkommission | Quelle: Staatliche Wahlkommission | Quelle: Staatliche Wahlkommission | Quelle: Staatliche Wahlkommission | Quelle: Staatliche Wahlkommission | Quelle: Staatliche Wahlkommission | Quelle: Staatliche Wahlkommission | Quelle: Staatliche Wahlkommission |

| Posen                             | Posen                             | Posen                             | Posen                             | Danzig                            | Danzig                            | Danzig                            | Danzig                            | Danzig                            | Danzig                            |
| Kandidat                          | Partei                            | 1. Wahlgang                       | 1. Wahlgang                       | Kandidat                          | Partei                            | 1. Wahlgang                       | 1. Wahlgang                       | 2. Wahlgang                       | 2. Wahlgang                       |
| Kandidat                          | Partei                            | Stimmen                           | %                                 | Kandidat                          | Partei                            | Stimmen                           | %                                 | Stimmen                           | %                                 |
| --------------------------------- | --------------------------------- | --------------------------------- | --------------------------------- | --------------------------------- | --------------------------------- | --------------------------------- | --------------------------------- | --------------------------------- | --------------------------------- |
| Jacek Jaśkowiak                   | KO                                | 127.125                           | 55,99                             | Paweł Adamowicz                   | parteilos                         | 77.966                            | 36,97                             | 129.683                           | 64,80                             |
| Tadeusz Zysk                      | PiS                               | 48.374                            | 21,31                             | Kacper Płażyński                  | PiS                               | 62.594                            | 29,68                             | 70.432                            | 35,20                             |
| Tomasz Lewandowski                | parteilos (SLD/LR)                | 17.402                            | 7,66                              | Jarosław Wałęsa                   | KO                                | 58.561                            | 27,77                             |                                   |                                   |
| Jarosław Pucek                    | parteilos                         | 16.903                            | 7,45                              | Jacek Hołubowski                  | parteilos                         | 4.170                             | 1,98                              |                                   |                                   |
| Dorota Bonk-Hammermeister         | parteilos                         | 7.963                             | 3,51                              | Elżbieta Jachlewska               | parteilos                         | 4.146                             | 1,97                              |                                   |                                   |
| Przemysław Jakub Hinc             | parteilos (K’15)                  | 5.209                             | 2,29                              | Andrzej Ceynowa                   | SLD LR                            | 2.036                             | 0,97                              |                                   |                                   |
| Wojciech Bratkowski               | parteilos                         | 4.060                             | 1,79                              | Dorota Maksymowicz-Czapkowska     | parteilos                         | 1.427                             | 0,68                              |                                   |                                   |
| Quelle: Staatliche Wahlkommission | Quelle: Staatliche Wahlkommission | Quelle: Staatliche Wahlkommission | Quelle: Staatliche Wahlkommission | Quelle: Staatliche Wahlkommission | Quelle: Staatliche Wahlkommission | Quelle: Staatliche Wahlkommission | Quelle: Staatliche Wahlkommission | Quelle: Staatliche Wahlkommission | Quelle: Staatliche Wahlkommission |

| Stettin                           | Stettin                           | Stettin                           | Stettin                           | Stettin                           | Stettin                           | Bydgoszcz                         | Bydgoszcz                         | Bydgoszcz                         | Bydgoszcz                         | Bydgoszcz                         | Bydgoszcz                         |
| Kandidat                          | Partei                            | 1. Wahlgang                       | 1. Wahlgang                       | 2. Wahlgang                       | 2. Wahlgang                       | Kandidat                          | Partei                            | 1. Wahlgang                       | 1. Wahlgang                       |                                   |                                   |
| Kandidat                          | Partei                            | Stimmen                           | %                                 | Stimmen                           | %                                 | Kandidat                          | Partei                            | Stimmen                           | %                                 |                                   |                                   |
| --------------------------------- | --------------------------------- | --------------------------------- | --------------------------------- | --------------------------------- | --------------------------------- | --------------------------------- | --------------------------------- | --------------------------------- | --------------------------------- | --------------------------------- | --------------------------------- |
| Piotr Krzystek                    | parteilos                         | 73.063                            | 47,25                             | 100.465                           | 78,22                             | Rafał Bruski                      | KO                                | 76.435                            | 54,64                             |                                   |                                   |
| Bartłomiej Sochański              | PiS                               | 34.005                            | 21,99                             | 27.966                            | 21,78                             | Tomasz Latos                      | PiS                               | 41.407                            | 29,60                             |                                   |                                   |
| Sławomir Nitras                   | KO                                | 33.723                            | 21,81                             |                                   |                                   | Marcin Sypniewski                 | parteilos                         | 8.638                             | 6,17                              |                                   |                                   |
| Dawid Krystek                     | SLD LR                            | 5.828                             | 3,77                              | Anna Mackiewicz                   | SLD LR                            | 8.503                             | 6,08                              |                                   |                                   |                                   |                                   |
| Piotr Czypicki                    | SRM                               | 4.805                             | 3,11                              | Paweł Skutecki                    | parteilos (K’15)                  | 4.914                             | 3,51                              |                                   |                                   |                                   |                                   |
| Jakub Kozieł                      | parteilos                         | 3.195                             | 2,07                              |                                   |                                   |                                   |                                   |                                   |                                   |                                   |                                   |
| Quelle: Staatliche Wahlkommission | Quelle: Staatliche Wahlkommission | Quelle: Staatliche Wahlkommission | Quelle: Staatliche Wahlkommission | Quelle: Staatliche Wahlkommission | Quelle: Staatliche Wahlkommission | Quelle: Staatliche Wahlkommission | Quelle: Staatliche Wahlkommission | Quelle: Staatliche Wahlkommission | Quelle: Staatliche Wahlkommission | Quelle: Staatliche Wahlkommission | Quelle: Staatliche Wahlkommission |

| Krzysztof Żuk                     | parteilos (PO)                    | 89.488                            | 62,32                             | Tadeusz Truskolaski               | KO                                | 66.498                            | 56,21                             |
| Sylwester Tułajew                 | PiS                               | 45.202                            | 31,48                             | Jacek Żalek                       | PiS                               | 35.735                            | 30,21                             |
| Jakub Kulesza                     | parteilos                         | 4.290                             | 2,99                              | Tadeusz Arłukowicz                | parteilos (K’15)                  | 9.378                             | 7,93                              |
| Magdalena Długosz                 | parteilos                         | 2.143                             | 1,49                              | Katarzyna Sztop-Rutkowska         | parteilos                         | 4.963                             | 4,20                              |
| Marian Kowalski                   | parteilos                         | 1.929                             | 1,34                              | Stanisław Bartnik                 | parteilos                         | 1.726                             | 1,46                              |
| Joanna Kunc                       | parteilos                         | 532                               | 0,37                              |                                   |                                   |                                   |                                   |
| Quelle: Staatliche Wahlkommission | Quelle: Staatliche Wahlkommission | Quelle: Staatliche Wahlkommission | Quelle: Staatliche Wahlkommission | Quelle: Staatliche Wahlkommission | Quelle: Staatliche Wahlkommission | Quelle: Staatliche Wahlkommission | Quelle: Staatliche Wahlkommission |

### Stadtteile Warschaus
| Stadtteil      | Gewinnendes Wahlkomitee | Gewinnendes Wahlkomitee | Mandate       |
| -------------- | ----------------------- | ----------------------- | ------------- |
| Bemowo         | Bürgerkoalition         | Bürgerkoalition         | 11 (von 25)   |
| Białołęka      | Bürgerkoalition         | Bürgerkoalition         | 11 (von 25)   |
| Bielany        | Bürgerkoalition         | Bürgerkoalition         | 10 (von 25)   |
| Mokotów        | Bürgerkoalition         | Bürgerkoalition         | 19 (von 28)   |
| Ochota         | Bürgerkoalition         | Bürgerkoalition         | 10 (von 23)   |
| Praga-Południe | Bürgerkoalition         | Bürgerkoalition         | 15 (von 25)   |
| Praga-Północ   | Recht und Gerechtigkeit | Recht und Gerechtigkeit | 9 (von 23)    |
| Rembertów      | Bürgerkoalition         | Bürgerkoalition         | 6 (von 21)    |
| Śródmieście    | Bürgerkoalition         | Bürgerkoalition         | 15 (von 25)   |
| Targówek       | Bürgerkoalition         | Bürgerkoalition         | 11 (von 25)   |
| Ursus          | Bürgerkoalition         | Bürgerverein in Ursus   | je 8 (von 23) |
| Ursynów        | Bürgerkoalition         | Bürgerkoalition         | 13 (von 25)   |
| Wawer          | Bürgerkoalition         | Bürgerkoalition         | 10 (von 23)   |
| Wesoła         | Bürgerkoalition         | Bürgerkoalition         | 8 (von 21)    |
| Wilanów        | Bürgerkoalition         | Bürgerkoalition         | 13 (von 21)   |
| Włochy         | Bürgerkoalition         | Bürgerkoalition         | 9 (von 21)    |
| Wola           | Bürgerkoalition         | Bürgerkoalition         | 15 (von 25)   |
| Żoliborz       | Bürgerkoalition         | Bürgerkoalition         | 10 (von 21)   |

| Partei   | % der Stimmen | Mandate |
| -------- | ------------- | ------- |
| KO       | 39,35         | 201     |
| PiS      | 24,04         | 118     |
| SLD LR   | 3,75          | 2       |
| K’15     | 3,47          | 0       |
| BS       | 2,23          | 1       |
| Sonstige | 27,16         | 103     |